# Санта-Эулалия (Визела)
Санта-Эулалия (порт. Santa Eulália) — район (фрегезия) в Португалии, входит в округ Брага. Является составной частью муниципалитета Визела. Находится в составе крупной городской агломерации Большое Минью. По старому административному делению входил в провинцию Минью. Входит в экономико-статистический субрегион Аве, который входит в Северный регион. Население составляет 5200 человек на 2001 год. Занимает площадь 5,45 км².
Покровителем района считается Святая Евлалия (порт. Santa Eulália).